# Maxwells dæmon
Maxwells dæmon er en figur i et tankeeksperiment af fysikeren James Clerk Maxwell, der havde til formål at sætte spørgsmålstegn ved Termodynamikkens 2. lov. Denne lov siger blandt andet, at hvis to stoffer af forskellig temperatur kommer i kontakt med hinanden og isoleres fra ydre påvirkninger, vil der ikke kunne opstå en tilstand, hvor det ene stof får højere temperatur end det andet. Loven siger også, at entropien aldrig falder.
I Maxwells tankeeksperiment forestiller man sig et væsen (Maxwells dæmon), som har den egenskab, at dæmonen kan følge hvert molekyle på dets færd. Antag nu, at dæmonen sidder i et rum, der er delt i to med en skillevæg, og hvor dæmonen har mulighed for at åbne og lukke for et hul i skillevæggen, så kun de hurtige molekyler får lov til at slippe gennem. Det betyder, at uden at udføre et arbejde (i fysisk forstand) vil dæmonen sørge for, at temperaturen i den ene del af rummet stiger, og dermed vil dæmonen have brudt termodynamikkens 2. hovedsætning.
Et af de berømte svar på, om en sådan dæmon ville kunne bryde termodynamikkens 2. hovedsætning, blev givet af Leó Szilárd i 1929, og senere af Léon Brillouin. Szilárd påpegede, at Maxwells dæmon ville have brug for en metode til at måle hastigheden, og at opnåelsen af denne information ville betyde en stigning i entropi. Derfor ville termodynamikkens 2. hovedsætning være opfyldt i det isolerede system bestående af gas, beholder og dæmon.
Szilárds indvending blev præciseret i 1982 på baggrund af Rolf Landauer, der i 1960 fandt ud af, at visse målinger ikke nødvendigvis vil bidrage til en stigning i entropien, hvis blot de er termodynamisk reversible. Dæmonen ville derimod være nødt til at huske på målingerne, men fordi dæmonen ville løbe tør for hukommelse på et tidspunkt, ville dæmonen skulle slette sin viden; denne sletning af viden ville bidrage til en stigning i entropien.
| Fysik | Spire Denne artikel om fysik er en spire som bør udbygges. Du er velkommen til at hjælpe Wikipedia ved at udvide den. |